# Hugh Nissenson
Hugh Nissenson (* 10. März 1933 in New York City; † 13. Dezember 2013 ebenda) war ein US-amerikanischer Schriftsteller.

## Leben

### Jugend
Nissenson wurde 1933 in Brooklyn als einziges Kind polnisch-jüdischer Immigranten der ersten und zweiten Generation geboren. Der Vater war als Jugendlicher 1910 aus Warschau gekommen, die Eltern der in Brooklyn geborenen Mutter stammten aus Lemberg. Wie viele jüdische Immigranten hatte der Vater zeitweise in einem Sweatshop gearbeitet. Die Familie war nicht religiös.
Nissenson erwarb Abschlüsse von der Ethical Culture Fieldston School in New York und 1955 vom Swarthmore College bei Philadelphia. In dieser Zeit entwickelte er sein Interesse an Mythologie und Religion, dem Holocaust und dem Staat Israel – Aspekte, die seine Literatur prägen sollten. Nach Abschluss des Studiums wurde er Büroangestellter bei der New York Times. Er entdeckte aber, dass Journalismus ihn weniger interessierte als Literatur. Er gab die Arbeit auf und zog zurück in die elterliche Wohnung, um dort anhand von Kurzgeschichten das Schreiben zu üben.

### Anfänge als Schriftsteller
Durch Zufall erhielt er 1957 eine Gelegenheit, in Israel an einem Filmdrehbuch mitzuschreiben. Die Arbeiten an Amud Ha'Esh, einem Film über den Palästinakrieg, zogen sich zwei Jahre hin. Obwohl Nissenson mit dem Endergebnis unzufrieden war, nutzte er die Zeit, um an seinen literarischen Fähigkeiten zu arbeiten und lernte nach eigenen Angaben eine Menge. Während seines Aufenthalts in Israel erschien erstmals eine seiner Kurzgeschichten unter dem Titel The Blessing in Harper’s. In den folgenden Jahren veröffentlichte er weitere Werke in Commentary und Esquire. Sie kamen später in A Pile of Stones (1965) gesammelt heraus.
1961 berichtete Nissenson für Commentary aus Israel über den Eichmann-Prozess. Er betrachtet die Zeit als Wendepunkt in seinem Leben, an dem er den Glauben an göttliches Wirken verlor. Im folgenden Jahr heiratete Nissenson. 1965 kehrte er nach Israel zurück und lebte für zwei weitere Jahre im Kibbuz Ma'jan Baruch im Norden des Landes. Seine Erlebnisse während des Sechstagekriegs von 1967 schildert er in dem Buch Notes from the Frontier (1968).

### Romanautor
Im Jahr 1972 erschien In The Reign of Peace, ein weiterer Sammelband mit Kurzgeschichten, mehrere davon Verarbeitungen des Holocaust. Zu dieser Zeit schrieb Nissenson bereits seit längerem an seinem ersten Roman My Own Ground (1976), ein Porträt der schwierigen Lebensbedingungen jüdischer Einwanderer an der Lower East Side Ende des 19. Jahrhunderts.
Für seinen nächsten Roman The Tree Life (1985), angesiedelt an der Frontier von Ohio um das Jahr 1812, unternahm er jahrelang Studien vor Ort, insbesondere bezüglich der Regionalgeschichte. The Tree of Life erhielt sehr gute Kritiken und wurde für den National Book Award nominiert, verkaufte sich aber wie die meisten von Nissensons Büchern schlecht.
Nissenson begriff sich als Modernist, der den Roman mit neuen Formen weiterentwickeln möchte. Dies zeigte sich vor allem bei dem Roman Song of the Earth (2001), an dem er zwölf Jahre lang arbeitete. Um die futuristische Geschichte über einen genetisch programmierten Künstler aus der Mitte des 21. Jahrhunderts mit eigenen Bildern illustrieren zu können, lernte er zeichnen. Sein letzter Roman The Days of Awe (2005), eine Verarbeitung der Terroranschläge vom 11. September 2001, erschien 2008 als erstes seiner Werke in einer deutschsprachigen Ausgabe.

### Sonstiges
Im Laufe der Jahre lehrte Nissenson mehrfach an Universitäten Literatur und Religion, so am Manhattanville College, der Yale University, der Wesleyan University und der Denison University (beide in Ohio gelegen) sowie an der Universität Padua und der Universität Mailand.
Nissenson lebte mit seiner Frau Marilyn Nissenson, die selbst mehrere Sachbücher veröffentlicht hat und mit der er zwei Töchter hatte, an der Upper West Side in New York. Dort starb er 80-jährig im Dezember 2013.

## Werke

### Belletristik
Romane
- My Own Ground. Farrar, Straus and Giroux, New York 1976, ISBN 0-37421-747-5.
- The Tree of Life. Harper & Row, New York 1985, ISBN 0-060-15143-9.
- Song of the Earth. A Novel. Algonquin Books, Chapel Hill 2001, ISBN 1-56512-298-4.
- The Days of Awe. Sourcebooks, Naperville 2005, ISBN 1-40220-551-1.
  - Deutschsprachige Ausgabe: Tage der Ehrfurcht. Atrium, Zürich 2008, ISBN 3-85535-561-4.

Kurzgeschichten
- Pile of Stones. Scriber, New York 1965.
- In the Reign of Piece. Farrar, Straus & Giroux, New York 1972, ISBN 0-37417-657-4.

### Sonstige Prosa
- Notes from the Frontier. Dial Press, New York 1968.
- The Elephant and My Jewish problem. Selected Stories and Journals, 1957–1987. Harper & Row, New York 1988, ISBN 0-06015-985-5.

### Film
- Amud Ha'Esh. Israel 1959. Regie: Larry Frisch. Drehbuch: Hugh Nissenson nach einer Geschichte von ihm und Larry Frisch.